# Трестьянка
Трестьянка (устар. в верховье Трестяны) — река в России, протекает в Балахнинском районе Нижегородской области. Правый приток Волги.

## География
Река Трестьянка берёт начало в лесу восточнее деревни Малинино. Течёт на северо-восток. Впадает в старицу Волги у деревни Трестьяны. Устье реки находится в 2274 км по правому берегу Волги. Длина реки составляет 17 км.

## Название
Название реки происходит от диалектического слова «тресть» — «тростник»: его заросли характерны для Балахнинской низменности.

## Данные водного реестра
По данным государственного водного реестра России относится к Верхневолжскому бассейновому округу, водохозяйственный участок реки — Волга от Горьковского гидроузла и до устья реки Ока, речной подбассейн реки — Волга ниже Рыбинского водохранилища до впадения Оки. Речной бассейн реки — (Верхняя) Волга до Куйбышевского водохранилища (без бассейна Оки).
Код объекта в государственном водном реестре — 08010300512110000017190.